# Oxygonum sinuatum
Oxygonum sinuatum là một loài thực vật có hoa trong họ Rau răm. Loài này được (Hochst. & Steud ex Meisn.) Dammer mô tả khoa học đầu tiên năm 1892.